# Oud Kerkhof (Munte)

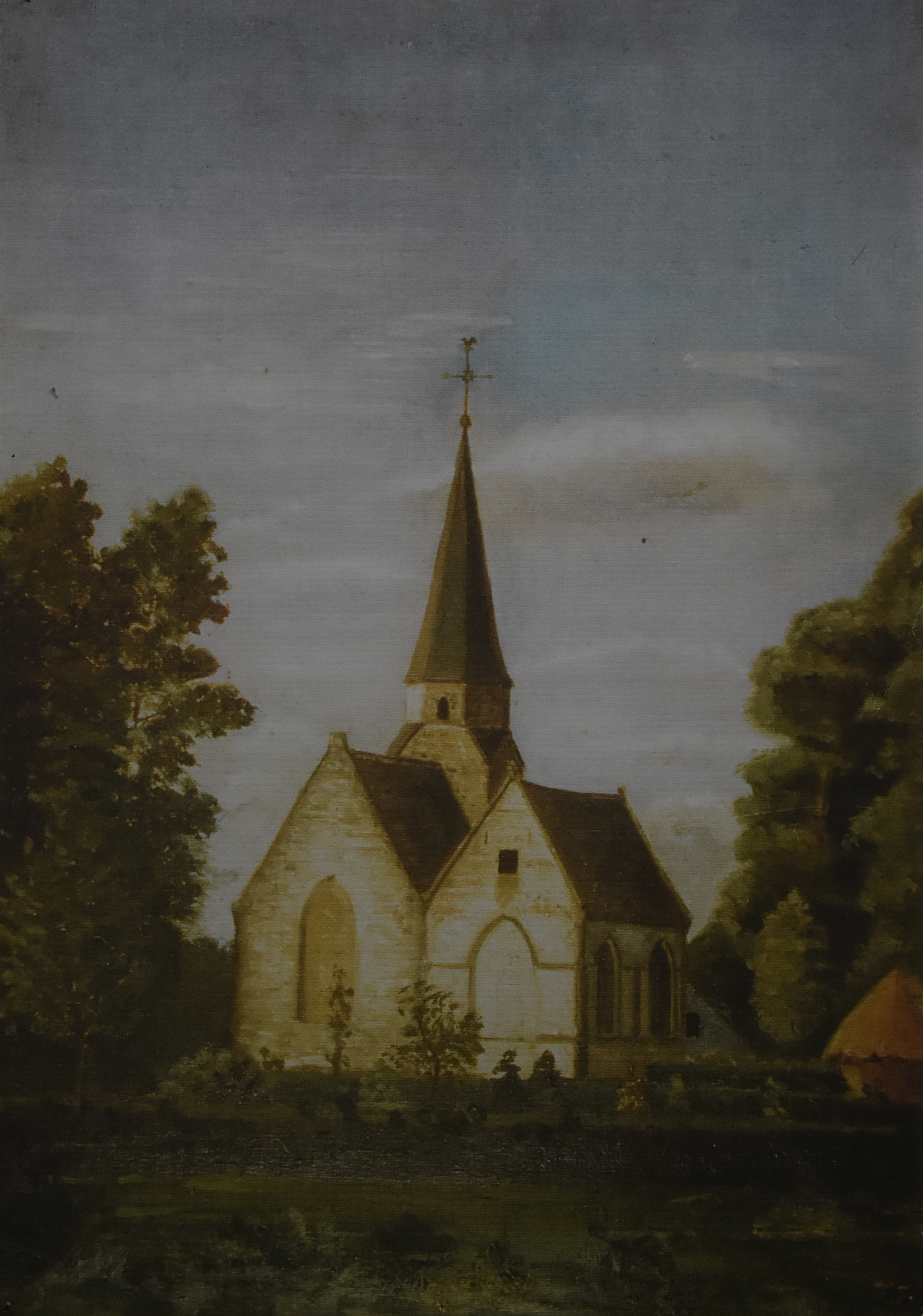
De vroegere Sint-Bonifatiuskerk op deze locatie

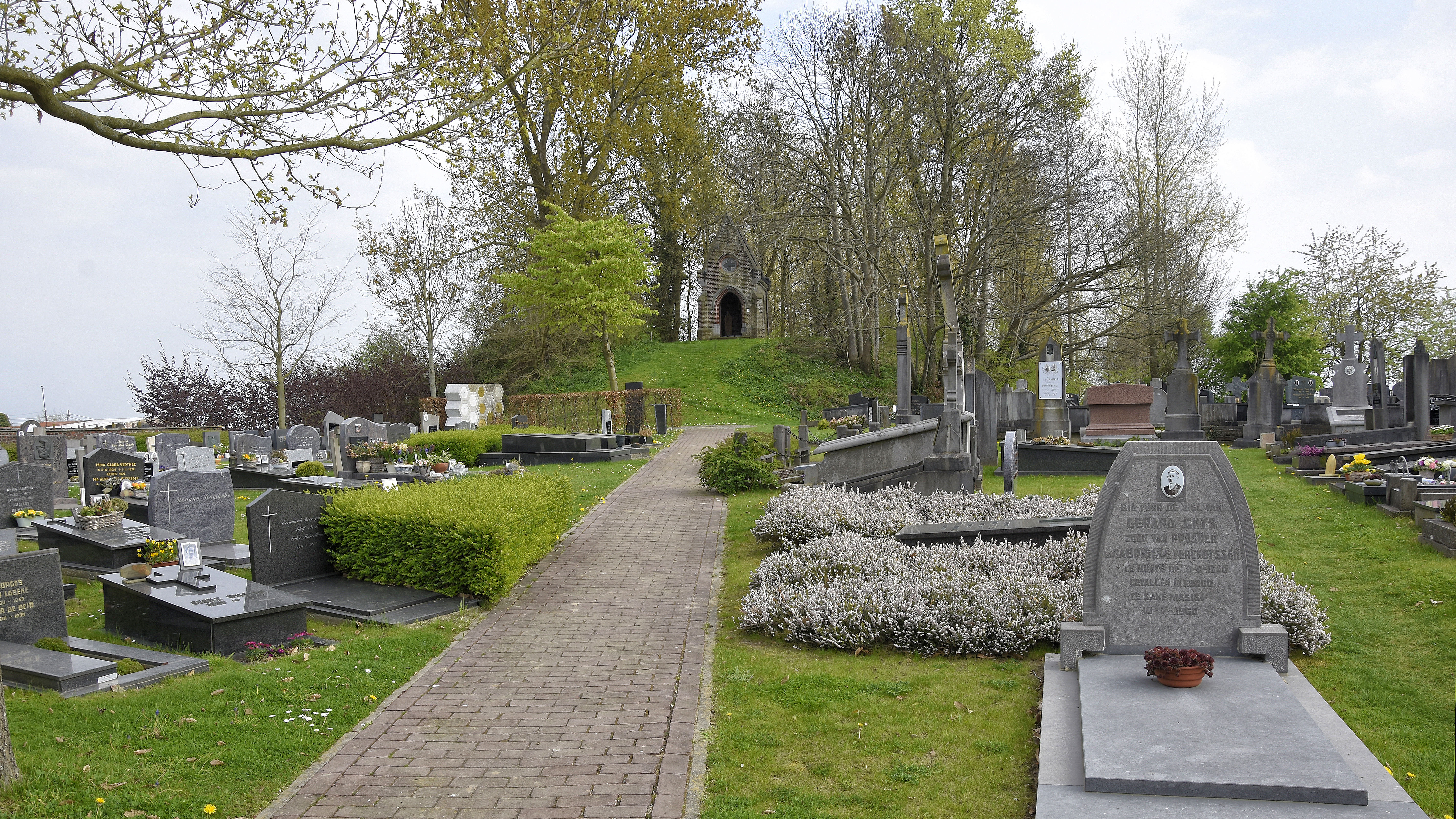
Het oude kerkhof met achteraan de motteheuvel en de kapel

Het Oud Kerkhof in de Belgische deelgemeente Munte is een kerkhof langs de Torrekensstraat. Op deze locatie, Kerkenhoek genoemd, stond vroeger de Sint-Bonifatiuskerk waarvan de laatste resten in 1888 werden gesloopt. De nieuwe Sint-Bonifatiuskerk werd ongeveer 250 m verder oostwaarts opgetrokken.

## Geschiedenis
De kerk die hier oorspronkelijk stond werd voor het eerst in 1129 vermeld en behoorde toe aan de Gentse Sint-Pietersabdij. Het patronaatsrecht van deze kerk werd in dat jaar door Ascric van Munte geschonken aan de abt Sint-Pietersabdij, zijnde Arnulf van Munte, zoon van Ascric. Ze behoorden tot het geslacht van de Heren van Munte. Verder terug in de tijd, in de 11e eeuw of vroeger, was de heuvel op het terrein hoogstwaarschijnlijk de plaats van een mottekasteel van de heren van Munte. Men noemde de plek ook Galgenberg waardoor deze plek een terechtstellingsplaats kan zijn geweest.
De toewijding aan Bonifatius, een Duitse heilige, verwijst naar Rijks-Vlaanderen waartoe Munte in de 11e-12e eeuw behoorde, een leen van de Duitse keizer waarvan de macht geleidelijk overging naar het graafschap Vlaanderen.
Men verving de kerk aan het begin van de 16e eeuw door een eenbeukige kerk, omgeven door een kerkhof en een calvarieberg. In de 19e eeuw bestonden er plannen om de oude kerk te vergroten maar men besliste verderop oostwaarts een nieuwe kerk te bouwen. Er werd wel vooropgesteld dat de resten van de oude kerk dienden te worden behouden als kapel. Kort nadat de nieuwe kerk klaar was waren al grote delen van de oude kerk afgebroken. In 1887-1888 werd door de Koninklijke Commissie voor Monumenten en Landschappen tevergeefs nog stappen ondernomen voor het behoud en de restauratie van de overblijvende delen maar ze werd in 1888 gesloopt.
De oude kapel op de heuvel bij de oude kerk werd rond 1880 vervangen door de huidige neogotische grafkapel op een grafkelder door de toenmalige bezitters van het kasteel Ter Zinkt, de familie Godtschalck-Vergauwen.
De site is archeologisch niet onderzocht en weinig gedocumenteerd. Ook bronnen die op het bestaan van een motte moeten wijzen zijn schaars. De heuvel met een basisdiameter van twintig meter, is vijf meter hoog en het terrein rondom wijst op een vroegere omgrachting. Het is moeilijk uit te maken welk verband er bestaat tussen het vlakbij gelegen kasteel Ter Zinkt, in de 14e-15e eeuw een heerlijk goed met donjon, een site met gracht aan de Biest met een opperhof en neerhof, die beschreven is als de Motte, en de oude kerk.